# Suzanne Weekes
Suzanne L. Weekes là một giáo sư khoa học chuyên ngành toán học tại Học viện Bách khoa Worcester. Cô là đồng sáng lập của Viện nghiên cứu khoa học về toán học.

## Giáo dục
Weekes là một người Mỹ gốc Phi và đến từ Trinidad và Tobago.
Cô tốt nghiệp Đại học Indiana vào năm 1989 với hai chuyên ngành toán học và khoa học máy tính. Cô tiếp tục lấy bằng thạc sĩ toán học ứng dụng vào năm 1990 và bằng tiến sĩ toán học và tin học khoa học vào năm 1995 tại Đại học Michigan, Hoa Kỳ.

## Công việc
Weekes là đồng giám đốc của Tổ chức mang tên Preparation for Industrial Careers in Mathematical Sciences (Tổ chức chuẩn bị cho sự nghiệp công nghiệp về khoa học toán học), giúp các giảng viên ở Hoa Kỳ thu hút sinh viên của họ vào nghiên cứu toán công nghiệp. Cô là giáo sư khoa học toán học tại Học viện Bách khoa Worcester đồng thời là người đồng sáng lập Chương trình The MSRI Undergraduate Program (Chương trình Hậu tốt nghiệp MSRI) gọi tắt là MSRI-UP, một chương trình nghiên cứu dành cho sinh viên sau đại học nhằm mục đích cung cấp cho họ cơ hội nghiên cứu.

## Giải thưởng và giấy chứng nhận
Vào năm 2015, Weekes đã nhận được Giải thưởng Dịch vụ cho Cộng đồng của Denise Nicoletti. Cô đã nhận được giải thưởng M. Gweneth Humphreys năm 2019 cho vai trò cố vấn trong Hiệp hội Phụ nữ về Toán học.